# Кагава (префектура)
Кагава (яп. 香川県 Кагава-кэн) — префектура, расположенная в регионе Сикоку на острове Сикоку, Япония. Площадь префектуры составляет 1876,55 км², население — 981 577 человек (1 августа 2014), плотность населения — 523,08 чел./км². Центр префектуры — город Такамацу. Кагава – самая маленькая из префектур Японии.

## Административно-территориальное деление
В префектуре Кагава расположено 8 городов и 5 уездов (9 посёлков).

### Города
Список городов префектуры:
- Дзенцудзи;
- Канъондзи;
- Маругаме;
- Митоё;
- Сакаиде;
- Сануки;
- Такамацу;
- Хигасикагава.

### Уезды
Посёлки по уездам:
- Сёдзу;
  - Сёдосима;
  - Тоносё;
- Кита;
  - Мики;
- Кагава;
  - Наосима;
- Аяута;
  - Аягава;
  - Утадзу;
- Накатадо;
  - Котохира;
  - Манно;
  - Тадоцу.

## Символика
Эмблема и флаг префектуры были провозглашены 1 октября 1977 года. Эмблема представляет собой стилизованное дерево, листья оливкого дерева, символ мира.
В качестве символов дерева и цветка префектуры 10 сентября 1966 года выбрали европейскую оливу, птицей — малую кукушку (10 мая 1966), а рыбой — желтохвоста (7 ноября 1995).

## Города-побратимы
- Таоюань, Тайвань[5]